# Diana Balmori

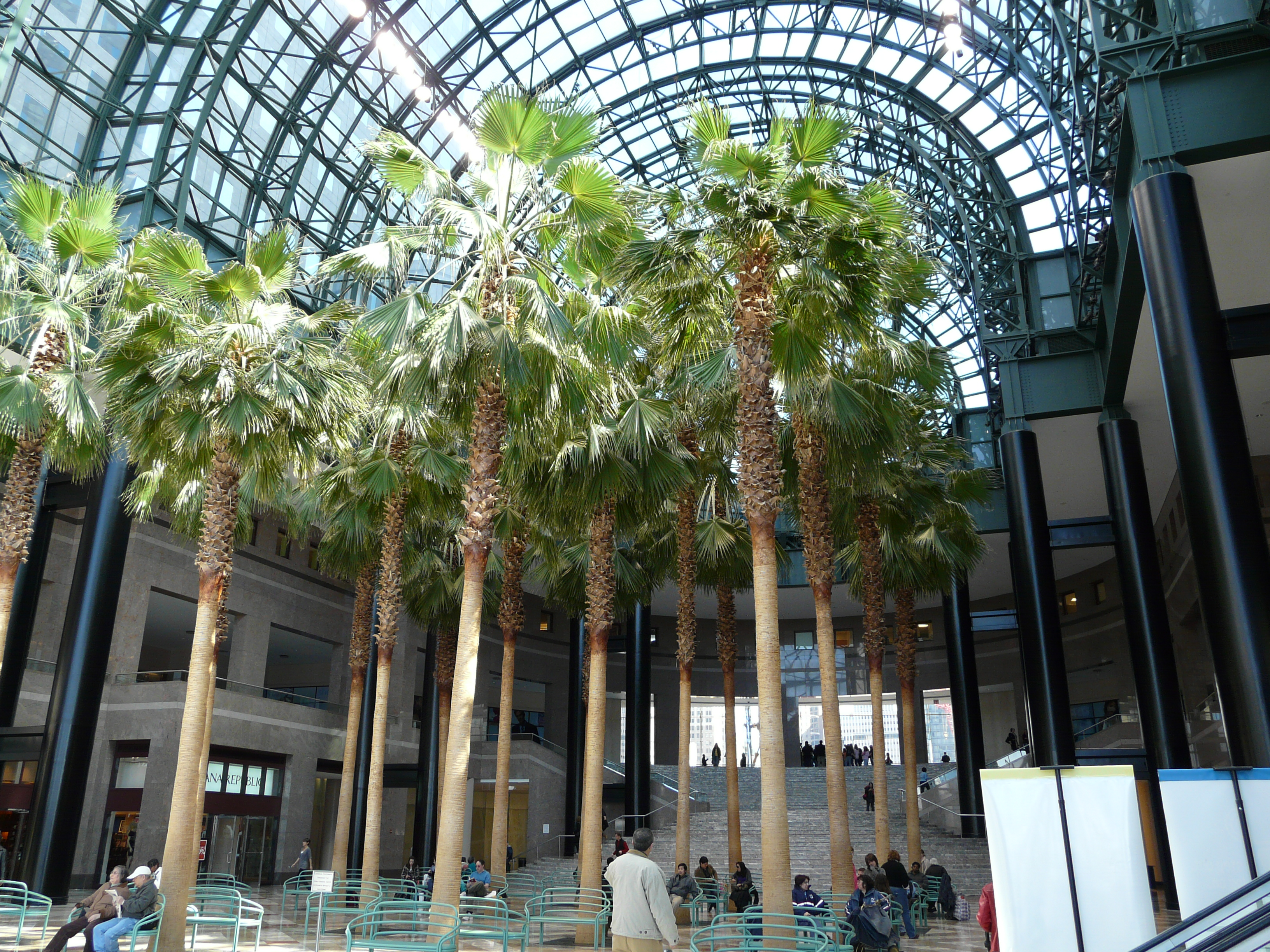
Winter Garden Atrium, New York, Architekten César Pelli and Associates, Aufnahme aus 2008

Diana Balmori Ling (* 4. Juni 1932 in Gijón; † 14. November 2016 in New York City) war eine international bekannte spanische Landschaftsarchitektin, Dozentin und Stadtplanerin. Sie war die Gründerin der Landschaftsarchitekturfirma Balmori Associates.

## Leben

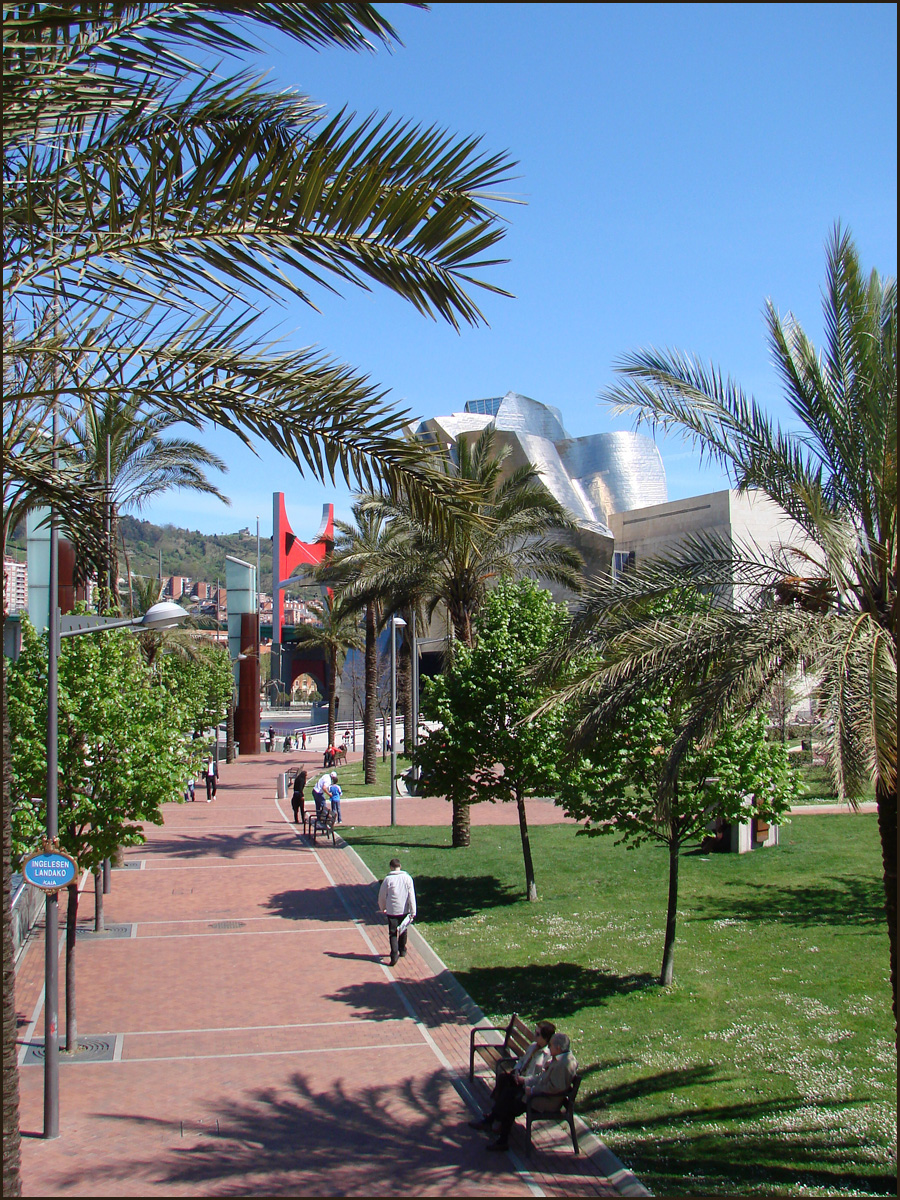
Park am Campa de los Ingleses, Abandoibarra, Bilbao, Balmori Associates

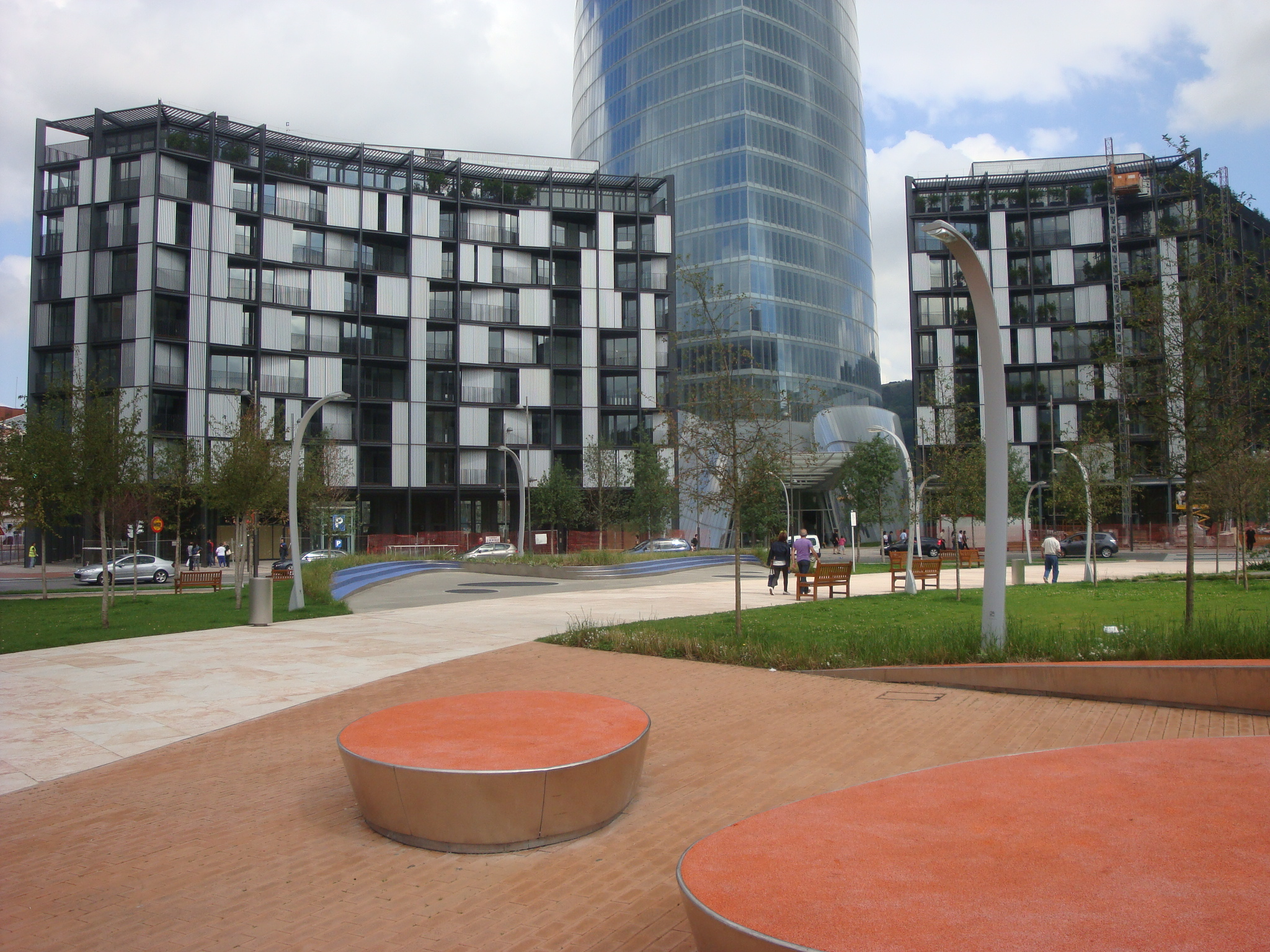
Plaza Euskadi, Bilbao, Balmori Associates, im Hintergrund der Torre Iberdrola

Geboren in Gijón, verbrachte Balmori die meiste Zeit ihrer Kindheit in Spanien und England, bevor ihre Familie nach Argentinien zog. Ihre Mutter, Dorothy Ling, geboren in England, war Musikerin und Musikwissenschaftlerin. Ihr Vater, Clemente Hernando Balmori, war Republikaner und einer der einflussreichsten spanischen Sprachwissenschaftler.
Balmori war ein sehr kreatives und phantasievolles Kind und fühlte sich schon früh zu den Künsten hingezogen. Sie lernte singen, tanzen und Klavier spielen, und ihre Eltern ermutigten sie, sich in den verschiedensten kreativen Bereichen zu betätigen.
Im Alter von 16 Jahren schloss sie die High School ab und studierte ab 1949 an der Architekturschule der Universidad Nacional de Tucumán in Argentinien und machte dort 1952 den Abschluss. Dort lernte sie auch ihren zukünftigen Ehemann, César Pelli, kennen, und die beiden emigrierten 1952 in die Vereinigten Staaten. Balmori promovierte danach in Stadtbaugeschichte an der University of California in Los Angeles, abgeschlossen 1973 mit Auszeichnung.  Im folgenden Jahr begann sie bis 1981 an der State University of New York in Oswego zu lehren.
Balmori und Pelli hatten zwei Kinder: Denis (* 1953), ein Neurobiologe und Professor für Psychologie und Neuralwissenschaften an der New York University, und Rafael Pelli (* 1956), der später ein bekannter Architekt im väterlichen Büro Cear Pelli Associates wurde.
Das Ehepaar wohnte zuletzt in einer 2015 erworbenen Wohnung in The San Remo an der Upper West Side von Manhattan.

## Karriere

### Partnerin beiCésar Pelli and Associates
1977 ließen sich Balmori und Pelli in New Haven nieder, wo sie zusammen mit Fred Clarke César Pelli and Associates gründeten. Die Firma begann ihre Arbeit mit einem wichtigen Auftrag: dem mehrfach preisgekrönten Projekt für die Renovierung des MoMA in New York City. In den folgenden Jahren wuchs das Studio mit Arbeiten im World Financial Center und dem Winter Garden im Battery Park. Dieser besteht aus vier Türmen und einem offenen öffentlichen Platz.
Das Architekturstudio wurde 1989 mit der AIA-Goldmedaille für die Firma des Jahres ausgezeichnet. Balmori konzentrierte sich mit ihren Beiträgen auf die Landschaftsarchitektur. Im selben Jahr schloss sie ein Studium der Landschaftsgestaltung am Radcliffe Institute for Advanced Study ab. Sie hatte großes Interesse am Thema "Landschaft" aus theoretischer Sicht entwickelt und über die Arbeit von Beatrix Jones Farrand geschrieben, der Landschaftsarchitektin, die im Alter von 50 Jahren den Campus von Dumbarton Oaks entwarf, dessen Gebäude das Werk von McKim, Mead & White waren.
Balmoris Interesse an Landschafts- und Stadtgestaltung ergab sich aus ihrem Interesse an öffentlichen Räumen, der Art und Weise, wie sie genutzt und gestaltet werden, und ihrer Rolle und Wirkung auf ein größeres Gebiet. Ihr Entwurfsstil ist bekannt dafür, dass er bei der Entwicklung städtischer öffentlicher Räume eine fließende Schnittstelle zwischen Landschaft und Bebauung schafft.

### Gründerin vonBalmori Associates
1990, im Alter von 58 Jahren, beschloss Diana Balmori, mit Balmori Asscoiates eine eigene Karriere aufzubauen.
Im Jahr 2003 entwarf sie die grünen Terrassen des Gebäudes The Solaire in New York. Das von ihrem Sohn Rafael Pelli entworfene Gebäude war das erste nach grünen Standards zertifizierte Hochhaus in den Vereinigten Staaten. Im selben Jahr wurde Balmori Associates mit der Gestaltung des Plaza Euskadi in Bilbao beauftragt, der das Erweiterungsgebiet aus dem 19. Jahrhundert mit einem neuen Stadtteil verbindet, eine Arbeit, die 2011 abgeschlossen wurde.
Der zusammen mit Pelli Clarke Pelli Architects und Eugenio Aguinaga realisierte Masterplan von Abandoibarra in Bilbao erhielt den Sonderpreis „Città d’Acqua“ der IX. Architektur-Biennale Venedig 2004. Im Jahr 2007 gewann sie zusammen mit RTN Architect den internationalen Wettbewerb für den Entwurf des Parks am Campa de los Ingleses, der sich ebenfalls in Abandoibarra befindet. Die von ihr entworfene Parklandschaft befindet sich neben dem Nervión und dem Gebäude des Museo Guggenheim Bilbao.
Aus 36 Einreichungen aus 9 Ländern wurde Balmori Associates 2010 als einer von fünf Finalisten der ARC International Wildlife Crossing Infrastructure Design Competition ausgewählt, einem von ARC Solutions gesponserten Wettbewerb, bei dem die Teilnehmer aufgefordert waren, Designkonzepte für eine Wildtierüberquerung über die Interstate 70 (I-70) in der Nähe von Denver, Colorado, vorzuschlagen.
Ein weiteres großes Projekt war der Masterplan für die neue Verwaltungsstadt Sejong City in Südkorea, mit einer Größe von 2.700.000 m², die 36 Ministerien beherbergen wird. Der Wettbewerb wurde 2007 gewonnen, wobei die erste Phase 2012 und eine zweite Phase 2014 abgeschlossen wurde. Das Projekt wurde zusammen mit H Associates und Haeahn Architektur durchgeführt. Das Konzept steht unter den drei Leitgedanken „Flat City, Link City, Zero Waste City“:

“This is a project that took a modest idea, that of green roofs as a public spaces and converted them into the generating idea for shaping a whole city. The four kilometer continuous connecting surface uniting ministries transforms the understanding of public space which here becomes the generator of the architectural form and is completely integrated into the architecture.”

Im Jahr 2009 zog das Studio in neue Räumlichkeiten im Meatpacking District, 2014 dann noch einmal nach SoHo, 584 Broadway in Manhattan um.
Diana Balmori hat eine ästhetische und funktionale Handschrift entwickelt, in der sie kreatives Design mit einer sorgfältigen Untersuchung der sozialen Aspekte und der ökologischen, hydrologischen und zeitlichen Dimension der Projekte verbindet.
Balmori beschäftigte sich konzeptionell mit begrünten Dächern. Balmori nannte sie aufgrund der großen Fläche der städtischen Dächer "fünfte Fassade". Durch die Erkundung dieser fünften Fassade ist es möglich, nicht nur das Aussehen eines Gebäudes zu verändern, sondern auch seine Funktionsweise. Begrünte Dächer bieten eine zukunftsorientierte Alternative in der Entwicklung der Stadtlandschaft und können auf die städtische Luftverschmutzung, den Wärmeinseleffekt und die Regenwasserbewirtschaftung einwirken. 2005 realisierte sie dazu passend eine zu seinen Lebzeiten nicht umgesetzte Idee des Künstlers Robert Smithson für eine floating island auf dem Hudson und East River in New York. 2006 schuf sie in ihrem Atelier das BAL/LAB, ein „Laboratorium“ der Erkundung der diffusen Bereiche und Grenzen von Architektur, Kunst und Technik.

### Lehrtätigkeit
Balmori hatte im Frühjahr 2004 den Davenport Lehrstuhl für Architekturprojekte an der Yale School of Architecture inne, war im Herbst 2008 Gastprofessorin des William Henry Bishop Architectural Project an der Yale School of Architecture und lehrte außerdem Forst- und Umweltwissenschaften an der Yale University.

## Auszeichnungen
Balmori wurde von zahlreichen Institutionen geehrt, darunter der Fondo Nacional de las Artes (Argentinien), dem National Endowment for the Humanities (Vereinigte Staaten) und dem American Institute of Architects. Im Jahr 2006 wurde sie zum Senior Fellow für Landschafts- und Gartenstudien am Studienzentrum Dumbarton Oaks in Washington, D.C. ernannt, wo sie auch Mitglied des Dumbarton Oaks Garden & Landscape History Institute war. Balmori war zwei Amtszeiten in der United States Commission of Fine Arts tätig.
Sie war Mitglied der American Historical Association und der American Society of Landscape Architects. Sie war auch Mitglied der Harvard University sowie des Council am Van Alen Institute in New York und in der Minetta Brook, einer öffentlichen Kunstorganisation in New York, die auch an dem Floating-Island-Projekt beteiligt war. 1999 wirkte sie als Mitglied eines Komitees an einem umfassenden Landschaftsgestaltungsplan für das Weiße Haus mit.
Sie wurde von FastCompany als die drittkreativste Person in der Branche (Juni 2013) und im Architectural Digest als eine von zehn „Innovatoren“ (September 2013) genannt.
Einige ihrer Arbeiten befinden sich im International Archive of Women in Architecture am Virginia Tech.

## Veröffentlichungen und Werke
Balmori hat regelmäßig über Stadt, Umwelt und Architektur veröffentlicht, oft in Verbindung mit akademischen Institutionen, Stiftungen und Organisationen, die sich für Stadtentwicklung einsetzen. Sie hat in diversen Medien veröffentlicht, darunter Dwell, The Architect's Newspaper, Monocle, El País, Design Observer und Utne Reader; letzteres würdigte sie 2009 in einer Liste von 50 Visionären, die die Welt verändert haben.
Zu den von Balmori verfassten oder herausgegebenen Werken gehören (Auswahl):
- Drawing and Reinventing Landscape. Wiley, New York 2014, ISBN 978-1-119-96702-6.
- A Landscape Manifesto. Yale University Press, New Haven, CT 2010, ISBN 978-0-300-15658-4. Veröffentlichung mit Unterstützung der The Graham Foundation for Advanced Studies in the Fine Arts[18]
- Tra Fiume e Cittá Paesaggi, Progetti e Principi. Bollati Boringhieri, Turin 2009, ISBN 978-88-339-2006-1.
- mit Benoit Gaboury: The Land and Natural Development (LAND) Code, Guidelines for Sustainable Land Development. Wiley, New York 2007, ISBN 978-0-470-04984-6.
- mit Mark Silver: Mapping in The Age of Digital Media: The Yale Symposium. Academy Press, Lagos 2003, ISBN 0-521-84694-3.
- mit Diane Kostial-McGuire und Eleanor M. McPeck: Beatrix Farrand, American Landscapes: Garden and Campuses Designs. Sagapress (Simon & Schuster), New York 2003, ISBN 0-89831-003-2.
- mit Gregory Wittkopp: Saarinen House and Garden: A Total Work of Art. Harry N. Abrams, New York 1995, ISBN 0-8109-4462-6.
- mit Margaret Morton: Transitory Gardens, Uprooted Lives. Yale University Press, New Haven CT 1993, ISBN 0-300-06301-6.
- mit F. Herbert Bormann und Gordon T. Geballe: Redesigning the American Lawn: A Search for Environmental Harmony. Yale University Press, New Haven CT 1993, ISBN 0-300-08694-6.
- Uje Lee (Hrsg.): Balmori. C3 Publications, Seoul 2007, ISBN 978-89-86780-38-3 (Darstellung des Studios).